# Parlamentswahl in Estland 2011
- SDE: 19
- K: 26
- RE: 33
- IRL: 23

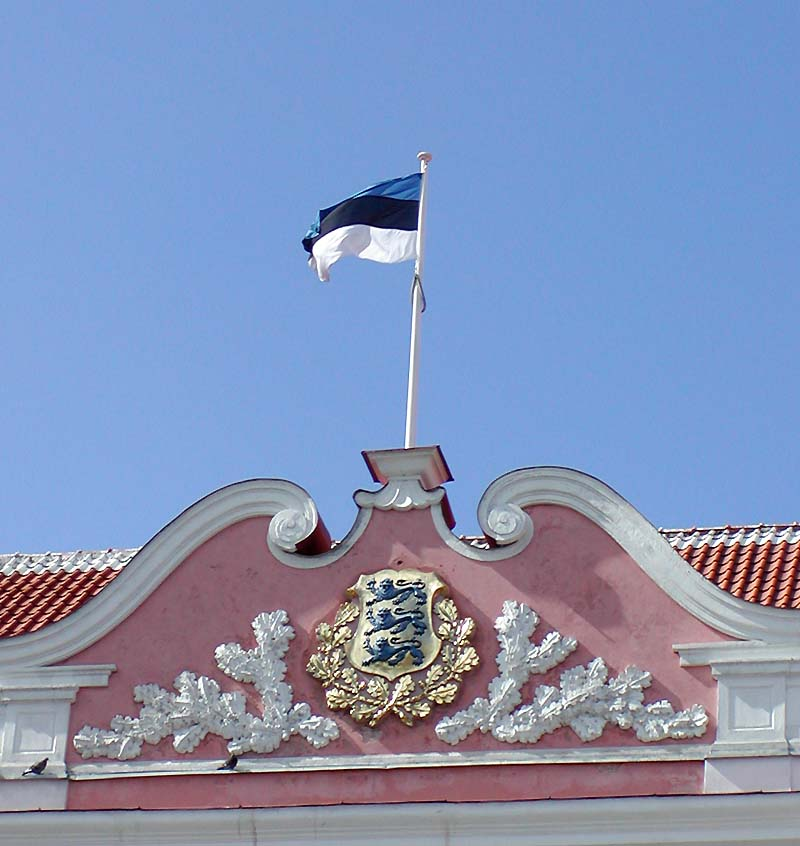
Flagge und Staatswappen über dem estnischen Parlament

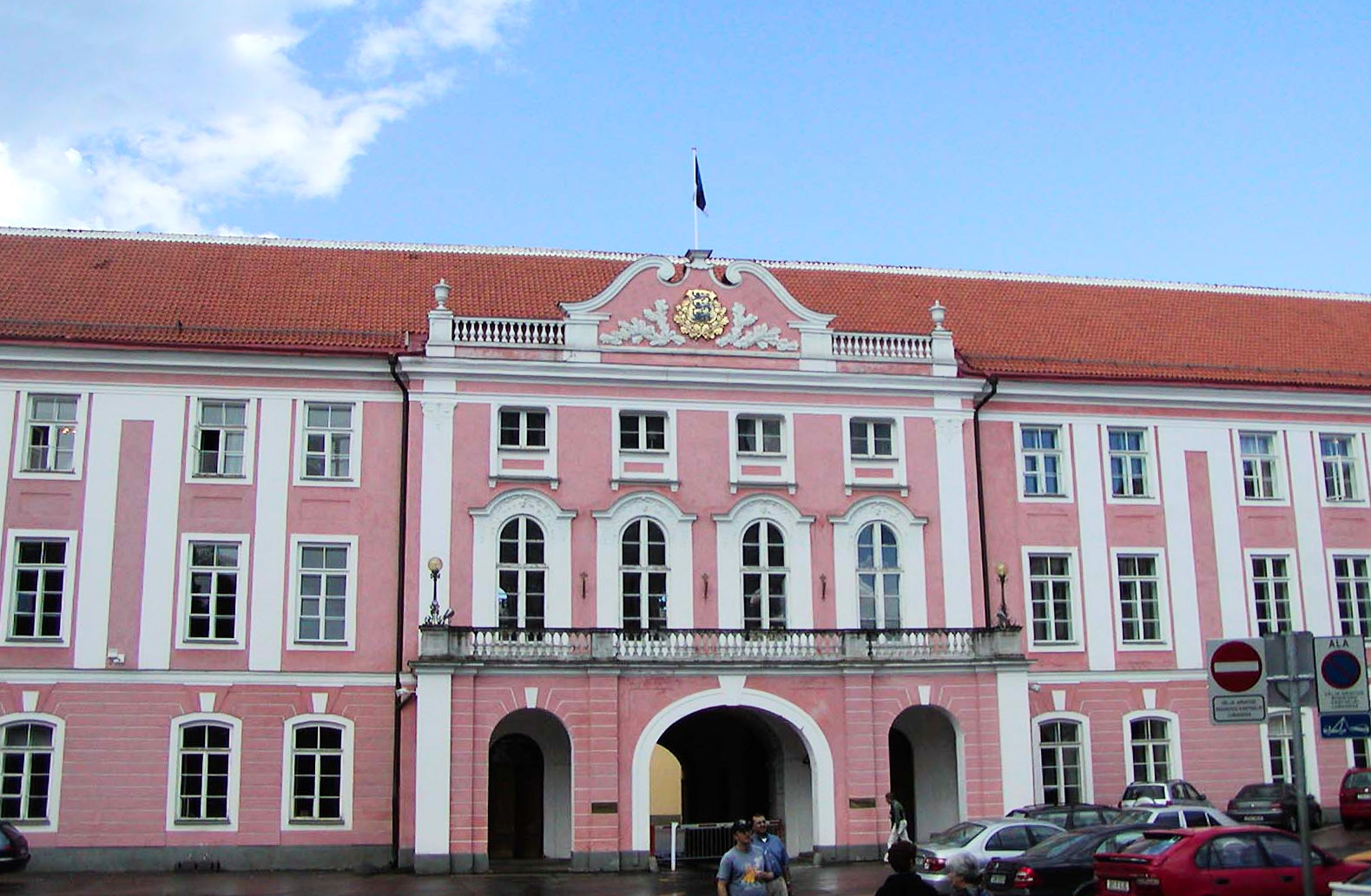
Haupteingang des Riigikogu

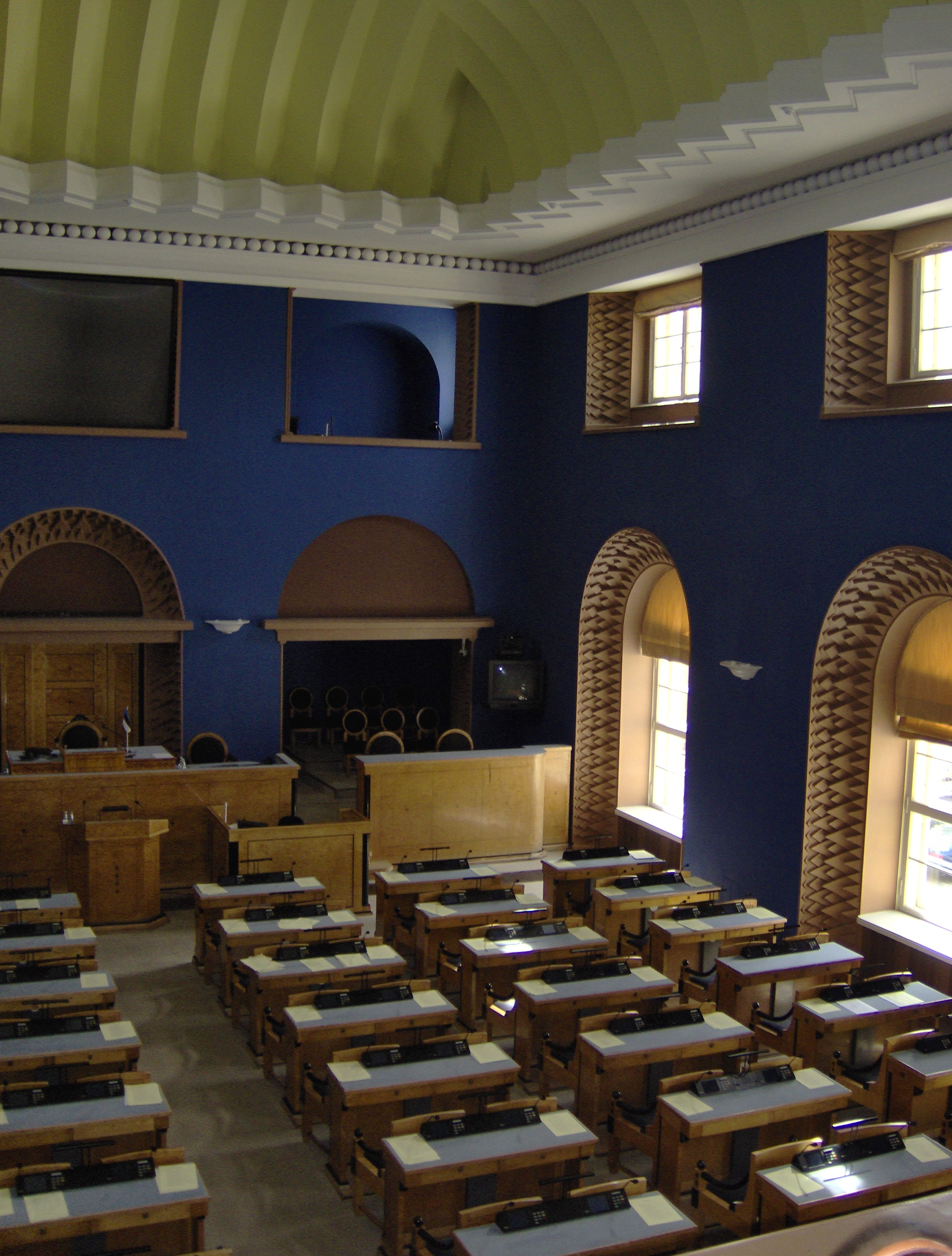
Plenarsaal des Riigikogu

Die Parlamentswahl in Estland 2011 fand am Sonntag, den 6. März 2011, statt. Es war die Wahl zum 12. Riigikogu der Republik Estland.

## Politische Ausgangssituation
Die letzte Parlamentswahl fand in Estland am 4. März 2007 statt. Seit April 2007 regierte Estland eine Koalition zwischen der liberalen Estnischen Reformpartei unter Ministerpräsident Andrus Ansip und der konservativen Isamaa ja Res Publica Liit unter ihrem Vorsitzenden Mart Laar. Der ursprünglich dritte Koalitionspartner, die Sozialdemokratische Partei Estlands, ist im Mai 2009 aus Protest gegen die Regierungspolitik aus dem Kabinett Ansip II ausgeschieden.
Grundsätzlich gelten alle Parteien in Estland als miteinander koalitionsfähig.

## Vergangene Legislaturperiode

### 2007 bis 2011 im Parlament vertretene Parteien
- Estnische Zentrumspartei (Eesti Keskerakond)
- Estnische Reformpartei (Eesti Reformierakond)
- Isamaa ja Res Publica Liit (Erakond Isamaa ja Res Publica Liit)
- Sozialdemokratische Partei (Sotsiaaldemokraatlik Erakond)
- Estnische Volksunion (Eestimaa Rahvaliit)
- Estnische Grüne  (Erakond Eestimaa Rohelised)

### 2007 bis 2011 nicht im Parlament vertretene Parteien
- Russische Partei in Estland (Vene Erakond Eestis)
- Christliche Demokraten Estlands (Eesti Kristlikud Demokraadid)
- Estnische Unabhängigkeitspartei (Eesti Iseseisvuspartei)[3]

## Wahlsystem
Das Ein-Kammer-Parlament (estnisch Riigikogu; wörtlich: „Staatsversammlung“) wird für die Dauer von vier Jahren gewählt. Das Parlament hat nach der estnischen Verfassung 101 Abgeordnete.
Wahlberechtigt sind alle estnischen Staatsangehörigen, die am Wahltag mindestens 18 Jahre alt sind. Gewählt werden kann jeder estnische Staatsangehörige, der am letzten Tag der Meldefrist für Kandidaten mindestens 21 Jahre alt ist.
Die Wahl findet nach dem Verhältniswahlrecht statt. Es gilt eine Fünf-Prozent-Hürde. Estland wurde für die Wahl in zwölf Wahlkreise aufgeteilt. Jeder Wahlkreis entsendet je nach Bevölkerungszahl zwischen sieben und vierzehn Abgeordnete in den Riigikogu.
Jeder Wähler hat eine Stimme, die er einem Kandidaten in seinem Wahlkreis gibt. Neben Parteilisten können auch Einzelkandidaten kandidieren.
Der Wähler wählt auf seinem Wahlzettel nicht Parteien, sondern Personen, die nummeriert in der Kandidatenliste unter der Benennung der Partei aufgeführt sind. Gewählt ist, wer mindestens 1/101 der gültigen Stimmen erhält. Bekommt keiner der Kandidaten 1/101 der abgegebenen Stimmen, die Partei selbst insgesamt jedoch fünf Prozent oder mehr, so kommen anteilsmäßig so viele Mitglieder der Partei in den Riigikogu, wie diese nach Prozenten der abgegebenen Stimmen Sitze gewonnen hat. Dabei ziehen von dieser Partei diejenigen Kandidaten ein, die am meisten Stimmen bekommen haben.
Tritt ein Abgeordneter in die Regierung ein, muss er vorübergehend auf sein Parlamentsmandat verzichten. An seine Stelle rückt der Kandidat seiner Partei mit den nächstmeisten Stimmen interimistisch nach.

## Wahlorganisation
Die Durchführung der Wahl obliegt der Staatlichen Wahlkommission (Vabariigi Valimiskomisjon). Ihr Vorsitzender ist der Direktor beim Riigikogu (Leiter der Parlamentsverwaltung), Heiki Sibul (* 1963).
Die Wahllokale sind am Wahltag von 9 Uhr bis 20 Uhr geöffnet. Darüber hinaus kann jeder Wahlberechtigte vom 24. Februar bis 2. März seine Stimme über das Internet abgeben. Hierzu benötigt er eine Personalausweis-Chipkarte, ein Kartenlesegerät sowie einen PIN-Code. Die Stimme kann erneut abgegeben werden, wodurch die vorherige Stimmabgabe widerrufen wird.
Daneben besteht 2011 erstmals die Möglichkeit, mit einer mobilen ID-Karte und dem Mobiltelefon über das Internet zu wählen. Hierzu benötigt der Wähler eine besondere SIM-Karte mit PIN-Code, die von der estnischen Polizei ausgegeben wird, und ein Digitales Zertifikat. Die SIM-Karte übernimmt dabei die Funktion des Personalausweises und des Kartenlesegeräts.
Das estnische Wahlrecht sieht auch die Stimmabgabe im zuständigen Wahllokal vor dem eigentlichen Wahltag vor (eelhääletamine): am Montag, Dienstag und Mittwoch vor dem Wahltag ist in allen Wahllokalen täglich von 12 Uhr bis 22 Uhr eine Stimmabgabe möglich. Für Esten, die sich im Ausland befinden, ist Briefwahl oder die Stimmabgabe an einer estnischen Auslandsvertretung vorgesehen.

## Teilnehmende Parteien
| Partei | Partei                                       | Ausrichtung        | Spitzenkandidat                |
| ------ | -------------------------------------------- | ------------------ | ------------------------------ |
|        | Estnische Reformpartei (RE)                  | klassisch liberal  | Andrus Ansip                   |
|        | Estnische Zentrumspartei (K)                 | linksliberal       | Edgar Savisaar                 |
|        | Pro-Patria- und Res-Publica-Union (IRL)      | konservativ        | Mart Laar                      |
|        | Sozialdemokratische Partei (SDE)             | sozialdemokratisch | Sven Mikser                    |
|        | Grüne Estlands (EER)                         | grün               | Aleksei Lotman, Toomas Trapido |
|        | Volksunion (ERL)                             | agrarisch          | Andrus Blok                    |
|        | Russische Partei in Estland (VEE)            | konservativ        | Stanislav Tšerepanov           |
|        | Partei Christliche Demokraten Estlands (EKD) | christdemokratisch | Aldo Vinkel                    |
|        | Estnische Unabhängigkeitspartei (EIP)        | rechtsextrem       | Vello Leito                    |

## Einzelkandidaten
Über 30 Einzelkandidaten traten zur Wahl an; unter ihnen Siiri Sisask, Mark Soosaar, Leo Kunnas, Mart Helme und Martin Helme.

## Umfragen
| Umfrageperiode | RE   | IRL  | K    | SDE  | EER | ERL |
| -------------- | ---- | ---- | ---- | ---- | --- | --- |
| Umfrageperiode |      |      |      |      |     |     |
| Februar 2011   | 28   | 21   | 25   | 16   | 4   | 2   |
| Januar 2011    | 36   | 16   | 23   | 14   | 4   | 2   |
| Dezember 2010  | 36   | 15   | 26   | 13   | 5   | 4   |
| November 2010  | 43   | 15   | 23   | 11   | 3   | 2   |
| Oktober 2010   | 41   | 16   | 24   | 10   | 5   | 2   |
| September 2010 | 38   | 19   | 25   | 8    | 4   | 2   |
| August 2010    | 39   | 14   | 25   | 10   | 7   | 3   |
| Juli 2010      | 37   | 18   | 24   | 11   | 5   | 3   |
| Juni 2010      | 35   | 16   | 26   | 11   | 6   | 4   |
| Mai 2010       | 34   | 16   | 29   | 11   | 5   | 3   |
| April 2010     | 32   | 15   | 28   | 12   | 8   | 3   |
| März 2010      | 35   | 19   | 24   | 12   | 6   | 3   |
| Wahl 2007      | 27,8 | 17,9 | 26,1 | 10,6 | 7,1 | 7,1 |

## Wahlergebnis

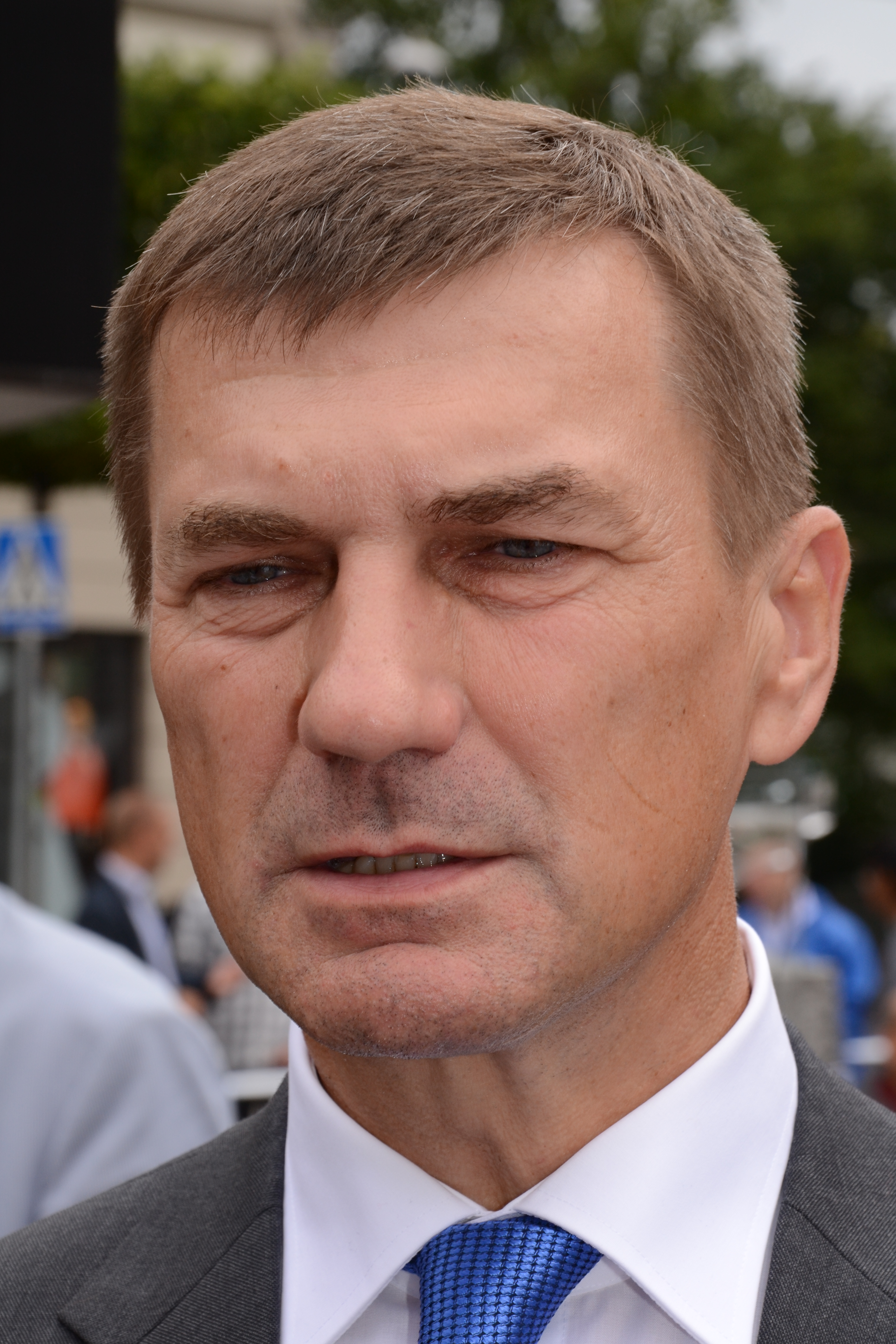
Ministerpräsident Andrus Ansip, der Gewinner der Wahl

Die Parlamentswahl 2011 hat das Parteiensystem in Estland weiter konsolidiert. Anstatt sechs sind künftig nur noch vier Parteien im Riigikogu vertreten. Die Grünen, die 2007 erstmals in das Parlament eingezogen waren, konnten in den vergangenen vier Jahren wenig Profil entwickeln und scheiterten an der Fünf-Prozent-Hürde. Auch die ländlich orientierte Volksunion, die noch bis 2006 den Staatspräsidenten stellen konnte, verpasste den Einzug ins Parlament deutlich.
Wahlgewinner war die liberale Reformpartei unter Ministerpräsident Andrus Ansip, der seit 2005 regiert. Die Reformpartei konnte die Zahl der Mandate von 31 auf 33 erhöhen. Die Wähler honorierten offenbar den radikalen Sparkurs der Regierung, der die estnische Wirtschaft einigermaßen glimpflich durch die Wirtschaftskrise geführt hatte. Estland konnte am 1. Januar 2011 den Euro einführen.
Ansips Junior-Partner in der bisherigen Minderheitskoalition, die konservative IRL, konnte ebenfalls Sitze hinzugewinnen. Sie legte vier Mandate auf jetzt 23 zu. Es gilt als ausgemacht, dass Ansip und der IRL-Parteivorsitzende, der ehemalige Ministerpräsident Mart Laar, die bisherige Koalition fortsetzen werden.
Bei den Oppositionsparteien konnten die estnischen Sozialdemokraten die größten Gewinne verzeichnen. Die SDE, die derzeit mit Toomas Hendrik Ilves den estnischen Staatspräsidenten stellt, konnte die Zahl der Sitze auf 19 fast verdoppeln. Die Sozialdemokraten waren im Mai 2009 aus Protest gegen die Regierungspolitik aus der Dreierkoalition mit Reformpartei und IRL ausgetreten.
Verlierer der Parlamentswahl war die Zentrumspartei, die nur noch auf 26 Mandate kommt (minus 3). Sie bleibt aber stärkste Oppositionspartei. Offenbar haben der Partei Vorwürfe im Wahlkampf geschadet, sie unterhalte Kontakte zu russischen Oligarchen. Einen persönlichen Erfolg konnte der starke Mann der Zentrumspartei, Tallinns Oberbürgermeister Edgar Savisaar, für sich verbuchen: er erzielte die meisten Einzelstimmen (23.012), noch vor Ministerpräsident Ansip (18.686). Allerdings wird Savisaar Oberbürgermeister bleiben und verzichtet auf sein Parlamentsmandat.

Stimmenstärkste Partei nach Wahlkreisen
Estnische Reformpartei
Sozialdemokratische Partei
Estnische Zentrumspartei

| Partei                            | Partei                                       | Stimmen | Stimmen | Stimmen | Sitze  | Sitze |
| Partei                            | Partei                                       | Anzahl  | %       | +/−     | Anzahl | +/−   |
| --------------------------------- | -------------------------------------------- | ------- | ------- | ------- | ------ | ----- |
|                                   | Estnische Reformpartei (RE)                  | 164.255 | 28,6    | +0,8    | 33     | +2    |
|                                   | Estnische Zentrumspartei (K)                 | 134.124 | 23,3    | −2,8    | 26     | −3    |
|                                   | Pro-Patria- und Res-Publica-Union (IRL)      | 118.023 | 20,5    | +2,6    | 23     | +4    |
|                                   | Sozialdemokratische Partei (SDE)             | 98.307  | 17,1    | +6,5    | 19     | +9    |
|                                   | Grüne Estlands (EER)                         | 21.824  | 3,8     | −3,3    | —      | −6    |
|                                   | Volksunion (ERL)                             | 12.184  | 2,1     | −5,0    | —      | −6    |
|                                   | Russische Partei in Estland (VEE)            | 5.029   | 0,9     | +0,7    | —      | —     |
|                                   | Partei Christliche Demokraten Estlands (EKD) | 2.934   | 0,5     | −1,2    | —      | —     |
|                                   | Estnische Unabhängigkeitspartei (EIP)        | 2.571   | 0,4     | +0,2    | —      | —     |
|                                   | Unabhängige Kandidaten                       | 15.882  | 2,8     | +2,7    | —      | —     |
| Gesamt                            | Gesamt                                       | 575.133 | 100,0   |         | 101    |       |
| Gültige Stimmen                   | Gültige Stimmen                              | 575.133 | 99,1    | ±0,0    |        |       |
| Ungültige Stimmen                 | Ungültige Stimmen                            | 5.131   | 0,9     | ±0,0    |        |       |
| Wahlbeteiligung                   | Wahlbeteiligung                              | 580.264 | 63,5    | +2,5    |        |       |
| Nichtwähler                       | Nichtwähler                                  | 333.082 | 36,5    | −2,5    |        |       |
| Wahlberechtigte                   | Wahlberechtigte                              | 913.346 |         |         |        |       |
| Quelle: Staatliche Wahlkommission |                                              |         |         |         |        |       |